# Élections départementales de 2021 dans le Puy-de-Dôme
Les élections départementales dans le Puy-de-Dôme ont lieu les 20 et 27 juin 2021.

## Contexte départemental

### Assemblée départementale sortante
Avant les élections, le conseil départemental du Puy-de-Dôme est présidé par Jean-Yves Gouttebel (MR).
Il comprend 62 conseillers départementaux issus des 31 cantons du Puy-de-Dôme.
| Président du conseil départemental   |       |       |      |                                        |
| Jean-Yves Gouttebel (MR)             |       |       |      |                                        |
| Parti                                | Sigle | Sigle | Élus | Groupes                                |
| Majorité (12 sièges)                 |       |       |      |                                        |
| Mouvement radical                    |       | MR    | 9    | Socialiste, Radical et Républicain     |
| Territoires de progrès               |       | TdP   | 1    | Socialiste, Radical et Républicain     |
| Divers gauche                        |       | DVG   | 1    | Socialiste, Radical et Républicain     |
| La République en marche              |       | LREM  | 1    | Non inscrite                           |
| Minorité (19 sièges)                 |       |       |      |                                        |
| Les Républicains                     |       | LR    | 9    | Union des républicains et indépendants |
| Divers droite                        |       | DVD   | 9    | Union des républicains et indépendants |
| Union des démocrates et indépendants |       | UDI   | 1    | Union des républicains et indépendants |
| Opposition (31 sièges)               |       |       |      |                                        |
| Parti socialiste                     |       | PS    | 20   | Socialistes et apparentés              |
| Parti communiste français            |       | PCF   | 5    | La Gauche 63                           |
| Génération.s                         |       | G.s   | 3    | La Gauche 63                           |
| Gauche républicaine et socialiste    |       | GRS   | 1    | La Gauche 63                           |
| Parti socialiste                     |       | PS    | 1    | La Gauche 63                           |
| Divers gauche                        |       | DVG   | 1    | La Gauche 63                           |

## Système électoral
Les élections ont lieu au scrutin majoritaire binominal à deux tours. Le système est paritaire : les candidatures sont présentées sous la forme d'un binôme composé d'une femme et d'un homme avec leurs suppléants (une femme et un homme également).
Pour être élu au premier tour, un binôme doit obtenir la majorité absolue des suffrages exprimés et un nombre de suffrages au moins égal à 25 % des électeurs inscrits. Si aucun binôme n'est élu au premier tour, seuls peuvent se présenter au second tour les binômes qui ont obtenu un nombre de suffrages au moins égal à 12,5 % des électeurs inscrits, sans possibilité pour les binômes de fusionner. Est élu au second tour le binôme qui obtient le plus grand nombre de voix.

## Rassemblements départementaux
Solidaires par Nature : Europe Écologie Les Verts, Génération.s, le Parti socialiste, le Parti communiste français, la Gauche républicaine et socialiste, le Parti radical de gauche, Gauche citoyenne, Nouvelle Donne, divers gauche, le groupe La Gauche 63 et le groupe Socialistes et apparentés (Union de la gauche).
Ambition Puy-de-Dôme : Union des Républicains et Indépendants de la droite et du centre : Les Républicains, Union des Démocrates et Indépendants, Soyons Libres, Oser la France, Les Centristes. Les différents binômes sont nuancés Binôme Union de la Droite, Binôme Union au Centre et à Droite, Binôme Les Républicains, Binôme Divers Droite. Le leader est Jean-Marc Boyer, sénateur LR et président du groupe Union des Républicains au Conseil départemental.

## Résultats à l'échelle du département

### Résultats par nuances
| Binômes                  | Binômes                             | Binômes                  | Premier tour | Premier tour | Premier tour | Second tour | Second tour   | Second tour | Total | +/-           |  |
| Binômes                  | Binômes                             | Binômes                  | Voix         | %            | Sièges       | Voix        | %             | Sièges      | Total | +/-           |  |
| ------------------------ | ----------------------------------- | ------------------------ | ------------ | ------------ | ------------ | ----------- | ------------- | ----------- | ----- | ------------- |  |
|                          | Union à gauche                      | UG                       | 34 169       | 21,81        | 2            | 35 292      | 23,76         | 14          | 16    | 20            |  |
|                          | Union à droite                      | UD                       | 17 473       | 11,15        | 0            | 22 891      | 15,41         | 10          | 10    | 10            |  |
|                          | Divers droite                       | DVD                      | 17 029       | 10,87        | 0            | 18 804      | 12,66         | 10          | 10    | 10            |  |
|                          | Union au centre et à droite         | UCD                      | 13 281       | 8,98         | 0            | 16 147      | 10,87         | 8           | 8     | Nv.           |  |
|                          | Divers gauche                       | DVG                      | 13 993       | 8,93         | 0            | 16 415      | 11,05         | 6           | 6     | 6             |  |
|                          | Union à gauche avec des écologistes | UGE                      | 11 771       | 7,51         | 0            | 13 196      | 8,88          | 4           | 4     | Nv.           |  |
|                          | Parti socialiste                    | SOC                      | 10 329       | 6,59         | 2            | 8 068       | 5,43          | 0           | 2     | en stagnation |  |
|                          | Divers centre                       | DVC                      | 3 109        | 1,98         | 0            | 3 615       | 2,43          | 2           | 2     | Nv.           |  |
|                          | Les Républicains                    | LR                       | 3 070        | 1,96         | 0            | 5 664       | 3,81          | 2           | 2     | Nv.           |  |
|                          | Divers                              | DIV                      | 2 718        | 1,73         | 0            | 3 449       | 2,32          | 2           | 2     | en stagnation |  |
|                          | Parti communiste français           | COM                      | 1 738        | 1,11         | 0            | 1 619       | 1,09          | 0           | 0     | Nv.           |  |
|                          | Écologiste                          | ECO                      | 1 553        | 0,99         | 0            | 2 195       | 1,48          | 0           | 0     | en stagnation |  |
|                          | La République en marche             | REM                      | 1 304        | 0,83         | 0            | 1 184       | 0,80          | 0           | 0     | Nv.           |  |
|                          | Rassemblement national              | RN                       | 22 311       | 14,24        | 0            |             |               |             | 0     | en stagnation |  |
|                          | Union au centre                     | UC                       | 1 721        | 1,10         | 0            | 0           | Nv.           |             |       |               |  |
|                          | La France insoumise                 | FI                       | 992          | 0,63         | 0            | 0           | 4             |             |       |               |  |
|                          | Extrême-droite                      | EXD                      | 134          | 0,09         | 0            | 0           | en stagnation |             |       |               |  |
|                          |                                     |                          |              |              |              |             |               |             |       |               |  |
| Suffrages exprimés       | Suffrages exprimés                  | Suffrages exprimés       | 156 695      | 94,65        |              | 148 539     | 93,10         |             |       |               |  |
| Votes blancs             | Votes blancs                        | Votes blancs             | 5 671        | 3,42         | 6 887        | 4,32        |               |             |       |               |  |
| Votes nuls               | Votes nuls                          | Votes nuls               | 3 179        | 1,92         | 4 121        | 2,58        |               |             |       |               |  |
| Total                    | Total                               | Total                    | 165 545      | 100          | 4            | 159 547     | 100           | 58          | 62    | en stagnation |  |
| Abstentions              | Abstentions                         | Abstentions              | 292 917      | 63,89        |              | 267 055     | 62,60         |             |       |               |  |
| Inscrits / participation | Inscrits / participation            | Inscrits / participation | 458 462      | 36,11        | 426 602      | 37,40       |               |             |       |               |  |

### Assemblée départementale élue
| Président du conseil départemental   |       |       |      |                                            |
| Lionel Chauvin (LR)                  |       |       |      |                                            |
| Parti                                | Sigle | Sigle | Élus | Groupes                                    |
| Majorité (29 sièges)                 |       |       |      |                                            |
| Divers droite                        |       | DVD   | 12   | Union des républicains et indépendants     |
| Les Républicains                     |       | LR    | 9    | Union des républicains et indépendants     |
| Divers droite                        |       | DVD   | 6    | Les indépendants et démocrates             |
| Union des démocrates et indépendants |       | UDI   | 2    | Les indépendants et démocrates             |
| Minorité (11 sièges)                 |       |       |      |                                            |
| Divers centre                        |       | DVC   | 5    | Proximité et territoires                   |
| Divers gauche                        |       | DVG   | 4    | Proximité et territoires                   |
| Territoires de progrès               |       | TdP   | 1    | Proximité et territoires                   |
| Divers gauche                        |       | DVG   | 1    | Non-inscrite                               |
| Opposition (22 sièges)               |       |       |      |                                            |
| Parti socialiste                     |       | PS    | 11   | Solidaires par nature - social et écologie |
| Parti communiste français            |       | PCF   | 4    | La Gauche 63 - solidaires par nature       |
| Divers gauche                        |       | DVG   | 4    | La Gauche 63 - solidaires par nature       |
| Europe Écologie Les Verts            |       | EÉLV  | 1    | La Gauche 63 - solidaires par nature       |
| Génération.s                         |       | G.s   | 2    | Non-inscrits                               |

### Élus par canton
Sûre de sa domination, la gauche a pourtant perdu de justesse sa majorité, subissant le poids de ses nombreuses divisions internes. La droite s'impose dans sept cantons, dont un à trois voix près (Clermont 5), face au président sortant du Conseil départemental. Le sort de l'assemblée s'est également joué dans deux cantons (Brassac-Les-Mines et Cournon d'Auvergne) où le ballotage était pourtant favorable à la gauche, mais où les reports de voix ont été désastreux. Depuis la Libération, la droite n'a gouverné le département qu'entre 1973 et 1976, puis à nouveau entre 1992 et 1998.
| Canton                 | Conseiller Sortant        | Parti | Parti | Conseiller Élu            | Parti | Parti |
| ---------------------- | ------------------------- | ----- | ----- | ------------------------- | ----- | ----- |
| Aigueperse             | Claude Boilon             |       | MR    | Fabrice Magnet            |       | DVC   |
| Aigueperse             | Catherine Cuzin           |       | MR    | Karina Monnet             |       | DVC   |
| Ambert                 | Valérie Prunier           |       | LR    | Valérie Prunier           |       | LR    |
| Ambert                 | Michel Sauvade            |       | DVD   | Michel Sauvade            |       | DVC   |
| Aubière                | Pierre Riol               |       | DVD   | Pierre Riol               |       | DVD   |
| Aubière                | Éléonore Szczepaniak      |       | DVD   | Éléonore Szczepaniak      |       | DVD   |
| Beaumont               | Jean-Paul Cuzin           |       | DVD   | Jean-Paul Cuzin           |       | DVC   |
| Beaumont               | Anne-Marie Picard         |       | LR    | Anne-Marie Picard         |       | LR    |
| Billom                 | Jocelyne Glace Le Gars    |       | PCF   | Jocelyne Glace Le Gars    |       | PCF   |
| Billom                 | Jacky Grand               |       | PCF   | Jacky Grand               |       | PCF   |
| Brassac-les-Mines      | Nicole Esbelin            |       | PS    | Fabien Besseyre           |       | DVD   |
| Brassac-les-Mines      | Bernard Sauvade           |       | MR    | Pascale Brun              |       | LR    |
| Cébazat                | Colette Bethune           |       | DVD   | Colette Bethune           |       | DVD   |
| Cébazat                | Flavien Neuvy             |       | UDI   | Flavien Neuvy             |       | UDI   |
| Chamalières            | Marie-Anne Marchis        |       | UDI   | Marie-Anne Marchis        |       | UDI   |
| Chamalières            | Jean Ponsonnaille         |       | LR    | Jean-Pierre Lunot         |       | LR    |
| Châtel-Guyon           | Lionel Chauvin            |       | LR    | Lionel Chauvin            |       | LR    |
| Châtel-Guyon           | Anne-Marie Maltrait       |       | DVD   | Anne-Marie Maltrait       |       | DVD   |
| Clermont-Ferrand-1     | Valérie Bernard           |       | G.s   | Valérie Bernard           |       | G.s   |
| Clermont-Ferrand-1     | Alexandre Pourchon        |       | PS    | Alexandre Pourchon        |       | PS    |
| Clermont-Ferrand-2     | Gérald Courtadon          |       | G.s   | Gérald Courtadon          |       | G.s   |
| Clermont-Ferrand-2     | Manuela Ferreira de Sousa |       | PS    | Manuela Ferreira de Sousa |       | PS    |
| Clermont-Ferrand-3     | Pierre Danel              |       | PS    | Rémi Veyssiere            |       | PCF   |
| Clermont-Ferrand-3     | Sylvie Maisonnet          |       | PS    | Sylvie Maisonnet          |       | PS    |
| Clermont-Ferrand-4     | Damien Baldy              |       | PS    | Damien Baldy              |       | PS    |
| Clermont-Ferrand-4     | Dominique Briat           |       | PS    | Dominique Briat           |       | PS    |
| Clermont-Ferrand-5     | Jean-Yves Gouttebel       |       | MR    | Sébastien Galpier         |       | LR    |
| Clermont-Ferrand-5     | Élise Serin               |       | MR    | Sylviane Khemisti Galpier |       | LR    |
| Clermont-Ferrand-6     | Nadine Déat               |       | PS    | Sylvie Léger              |       | EÉLV  |
| Clermont-Ferrand-6     | Patrick Raynaud           |       | PS    | Patrick Raynaud           |       | PS    |
| Cournon-d'Auvergne     | Bertrand Pasciuto         |       | GRS   | Hervé Prononce            |       | UDI   |
| Cournon-d'Auvergne     | Monique Pouille           |       | PS    | Corinne Mielvaque         |       | DVD   |
| Gerzat                 | Émilie Guédouah-Vallée    |       | PS    | Émilie Guédouah-Vallée    |       | PS    |
| Gerzat                 | Serge Pichot              |       | DVG   | Serge Pichot              |       | DVG   |
| Issoire                | Bertrand Barraud          |       | LR    | Bertrand Barraud          |       | LR    |
| Issoire                | Jocelyne Bouquet          |       | LREM  | Isabelle Vallée           |       | DVD   |
| Lezoux                 | Florent Moneyron          |       | PS    | Célia Bernard             |       | DVD   |
| Lezoux                 | Monique Rougier           |       | PS    | Cédric Dauduit            |       | DVD   |
| Maringues              | Caroline Dalet            |       | PCF   | Alexandra Virlogeux       |       | DVG   |
| Maringues              | Éric Gold                 |       | LREM  | Éric Gold                 |       | LREM  |
| Les Martres-de-Veyre   | Gilles Pétel              |       | PS    | Gilles Pétel              |       | PS    |
| Les Martres-de-Veyre   | Bernadette Troquet        |       | DVG   | Catherine Pham            |       | PS    |
| Les Monts du Livradois | Jean-Luc Coupat           |       | MR    | Aude Burias               |       | DVG   |
| Les Monts du Livradois | Dominique Giron           |       | MR    | Éric Dubourgnoux          |       | PCF   |
| Orcines                | Martine Bony              |       | DVD   | Martine Bony              |       | DVD   |
| Orcines                | Jean-Marc Boyer           |       | LR    | Jean-Marc Boyer           |       | LR    |
| Pont-du-Château        | Gérard Betenfeld          |       | PS    | Joël-Michel Derré         |       | DVC   |
| Pont-du-Château        | Nathalie Cardona          |       | PS    | Valérie Passarieu         |       | DVC   |
| Riom                   | Stéphanie Flori-Dutour    |       | LR    | Stéphanie Flori-Dutour    |       | LR    |
| Riom                   | Jean-Philippe Perret      |       | DVD   | Jean-Philippe Perret      |       | DVD   |
| Saint-Éloy-les-Mines   | Pierrette Daffix-Ray      |       | MR    | Joselyne Lelong           |       | DVC   |
| Saint-Éloy-les-Mines   | Laurent Dumas             |       | PS    | Jérôme Gaumet             |       | DVD   |
| Saint-Georges-de-Mons  | Grégory Bonnet            |       | DVG   | Grégory Bonnet            |       | DVG   |
| Saint-Georges-de-Mons  | Clémentine Raineau        |       | DVG   | Clémentine Raineau        |       | DVG   |
| Saint-Ours             | Audrey Manuby             |       | DVD   | Audrey Manuby             |       | DVD   |
| Saint-Ours             | Lionel Muller             |       | LR    | Cédric Rougheol           |       | LR    |
| Le Sancy               | Élisabeth Crozet          |       | PS    | Élisabeth Crozet          |       | PS    |
| Le Sancy               | Lionel Gay                |       | DVG   | Lionel Gay                |       | DVG   |
| Thiers                 | Olivier Chambon           |       | DVG   | Olivier Chambon           |       | DVG   |
| Thiers                 | Annie Chevaldonné         |       | G.s   | Hélène Boudon             |       | DVG   |
| Vic-le-Comte           | Antoine Desforges         |       | PS    | Antoine Desforges         |       | PS    |
| Vic-le-Comte           | Jeanne Espinasse          |       | PS    | Jeanne Espinasse          |       | PS    |

## Résultats par canton
Les binômes sont présentés par ordre décroissant des résultats au premier tour. En cas de victoire au second tour du binôme arrivé en deuxième place au premier, ses résultats sont indiqués en gras.

### Canton d'Aigueperse
| Candidats                | Candidats                | Partis                   | Nuance                   | Premier tour | Premier tour | Second tour | Second tour |
| Candidats                | Candidats                | Partis                   | Nuance                   | Voix         | %            | Voix        | %           |
| ------------------------ | ------------------------ | ------------------------ | ------------------------ | ------------ | ------------ | ----------- | ----------- |
|                          | Fabrice Magnet           | DVC                      | DVC                      | 2 795        | 48,23        | 3 615       | 61,91       |
|                          | Karina Monnet            | DVC                      | DVC                      | 2 795        | 48,23        | 3 615       | 61,91       |
|                          | Céline Beccera           | DVG                      | UG                       | 1 937        | 33,43        | 2 224       | 38,09       |
|                          | Grégory Villafranca      | PS                       | UG                       | 1 937        | 33,43        | 2 224       | 38,09       |
|                          | Mary-Lin Cazalot         | RN                       | RN                       | 1 063        | 18,34        |             |             |
|                          | Cyril Védrine            | RN                       | RN                       | 1 063        | 18,34        |             |             |
|                          |                          |                          |                          |              |              |             |             |
| Suffrages exprimés       | Suffrages exprimés       | Suffrages exprimés       | Suffrages exprimés       | 5 795        | 94,06        | 5 839       | 91,92       |
| Votes blancs             | Votes blancs             | Votes blancs             | Votes blancs             | 227          | 3,68         | 336         | 5,29        |
| Votes nuls               | Votes nuls               | Votes nuls               | Votes nuls               | 139          | 2,26         | 177         | 2,79        |
| Total                    | Total                    | Total                    | Total                    | 6 161        | 100          | 6 352       | 100         |
| Abstention               | Abstention               | Abstention               | Abstention               | 9 594        | 60,89        | 9 402       | 59,68       |
| Inscrits / participation | Inscrits / participation | Inscrits / participation | Inscrits / participation | 15 755       | 39,11        | 15 754      | 40,32       |

### Canton d'Ambert
| Candidats                | Candidats                | Partis                   | Nuance                   | Premier tour | Premier tour | Second tour | Second tour |
| Candidats                | Candidats                | Partis                   | Nuance                   | Voix         | %            | Voix        | %           |
| ------------------------ | ------------------------ | ------------------------ | ------------------------ | ------------ | ------------ | ----------- | ----------- |
|                          | Valérie Prunier          | LR                       | UD                       | 3 207        | 59,01        | 3 955       | 72,17       |
|                          | Michel Sauvade           | DVD                      | UD                       | 3 207        | 59,01        | 3 955       | 72,17       |
|                          | Alain Molimard           | PS                       | UG                       | 951          | 17,50        | 1 525       | 27,83       |
|                          | Sylvie Obert-Monnet      | DVG                      | UG                       | 951          | 17,50        | 1 525       | 27,83       |
|                          | Ivan Gauvin              | EÉLV                     | UGE                      | 643          | 11,83        |             |             |
|                          | Mayelle Quénée           | EÉLV                     | UGE                      | 643          | 11,83        |             |             |
|                          | Norbert Duvallet         | RN                       | RN                       | 634          | 11,67        |             |             |
|                          | Marie-Josée Genestoux    | RN                       | RN                       | 634          | 11,67        |             |             |
|                          |                          |                          |                          |              |              |             |             |
| Suffrages exprimés       | Suffrages exprimés       | Suffrages exprimés       | Suffrages exprimés       | 5 435        | 95,57        | 5 480       | 92,52       |
| Votes blancs             | Votes blancs             | Votes blancs             | Votes blancs             | 174          | 3,06         | 307         | 5,18        |
| Votes nuls               | Votes nuls               | Votes nuls               | Votes nuls               | 78           | 1,37         | 136         | 2,30        |
| Total                    | Total                    | Total                    | Total                    | 5 687        | 100          | 5 923       | 100         |
| Abstention               | Abstention               | Abstention               | Abstention               | 9 439        | 62,40        | 9 203       | 60,84       |
| Inscrits / participation | Inscrits / participation | Inscrits / participation | Inscrits / participation | 15 126       | 37,60        | 15 126      | 39,16       |

### Canton d'Aubière
| Candidats                | Candidats                | Partis                   | Nuance                   | Premier tour | Premier tour | Second tour | Second tour |
| Candidats                | Candidats                | Partis                   | Nuance                   | Voix         | %            | Voix        | %           |
| ------------------------ | ------------------------ | ------------------------ | ------------------------ | ------------ | ------------ | ----------- | ----------- |
|                          | Pierre Riol              | DVD                      | DVD                      | 2 546        | 48,07        | 3 013       | 57,43       |
|                          | Eléonore Szczepaniak     | DVD                      | DVD                      | 2 546        | 48,07        | 3 013       | 57,43       |
|                          | Marie-Angèle Pugliese    | PS                       | UG                       | 2 091        | 39,48        | 2 233       | 42,57       |
|                          | Éric Sinsard             | PCF                      | UG                       | 2 091        | 39,48        | 2 233       | 42,57       |
|                          | Danielle Tiunu           | RN                       | RN                       | 659          | 12,44        |             |             |
|                          | Guillaume Verdier        | RN                       | RN                       | 659          | 12,44        |             |             |
|                          |                          |                          |                          |              |              |             |             |
| Suffrages exprimés       | Suffrages exprimés       | Suffrages exprimés       | Suffrages exprimés       | 5 592        | 95,87        | 5 246       | 94,45       |
| Votes blancs             | Votes blancs             | Votes blancs             | Votes blancs             | 154          | 2,79         | 190         | 3,42        |
| Votes nuls               | Votes nuls               | Votes nuls               | Votes nuls               | 74           | 1,34         | 118         | 2,12        |
| Total                    | Total                    | Total                    | Total                    | 5 524        | 100          | 5 554       | 100         |
| Abstention               | Abstention               | Abstention               | Abstention               | 8 892        | 61,68        | 8 860       | 61,47       |
| Inscrits / participation | Inscrits / participation | Inscrits / participation | Inscrits / participation | 14 416       | 38,32        | 14 414      | 38,53       |

### Canton de Beaumont
| Candidats                | Candidats                | Partis                   | Nuance                   | Premier tour | Premier tour | Second tour | Second tour |
| Candidats                | Candidats                | Partis                   | Nuance                   | Voix         | %            | Voix        | %           |
| ------------------------ | ------------------------ | ------------------------ | ------------------------ | ------------ | ------------ | ----------- | ----------- |
|                          | Jean-Paul Cuzin          | LR                       | UD                       | 2 115        | 38,07        | 2 934       | 54,29       |
|                          | Anne-Marie Picard        | LR                       | UD                       | 2 115        | 38,07        | 2 934       | 54,29       |
|                          | Brigitte Baudonnat       | ÉCO                      | UGE                      | 1 810        | 33,35        | 2 470       | 45,71       |
|                          | Jacques Cocheux          | DVG                      | UGE                      | 1 810        | 33,35        | 2 470       | 45,71       |
|                          | Alain Dumeil             | DVD                      | DVD                      | 1 022        | 18,83        |             |             |
|                          | Marie-José Trote         | DVD                      | DVD                      | 1 022        | 18,83        |             |             |
|                          | Pascal Houot             | RN                       | RN                       | 480          | 8,84         |             |             |
|                          | Astrid Repiquand         | RN                       | RN                       | 480          | 8,84         |             |             |
|                          |                          |                          |                          |              |              |             |             |
| Suffrages exprimés       | Suffrages exprimés       | Suffrages exprimés       | Suffrages exprimés       | 5 427        | 94,68        | 5 404       | 91,66       |
| Votes blancs             | Votes blancs             | Votes blancs             | Votes blancs             | 209          | 3,65         | 341         | 5,78        |
| Votes nuls               | Votes nuls               | Votes nuls               | Votes nuls               | 96           | 1,67         | 151         | 2,56        |
| Total                    | Total                    | Total                    | Total                    | 5 732        | 100          | 5 896       | 100         |
| Abstention               | Abstention               | Abstention               | Abstention               | 9 970        | 63,50        | 9 809       | 62,46       |
| Inscrits / participation | Inscrits / participation | Inscrits / participation | Inscrits / participation | 15 702       | 36,50        | 15 705      | 37,54       |

### Canton de Billom
| Candidats                | Candidats                | Partis                   | Nuance                   | Premier tour | Premier tour |
| Candidats                | Candidats                | Partis                   | Nuance                   | Voix         | %            |
| ------------------------ | ------------------------ | ------------------------ | ------------------------ | ------------ | ------------ |
|                          | Jocelyne Glace Le Gars   | PCF                      | UG                       | 4 003        | 74,36        |
|                          | Jacky Grand              | PCF                      | UG                       | 4 003        | 74,36        |
|                          | Nicolas Jarnac           | RN                       | RN                       | 1 380        | 25,64        |
|                          | Jane Louis               | RN                       | RN                       | 1 380        | 25,64        |
|                          |                          |                          |                          |              |              |
| Suffrages exprimés       | Suffrages exprimés       | Suffrages exprimés       | Suffrages exprimés       | 5 383        | 90,36        |
| Votes blancs             | Votes blancs             | Votes blancs             | Votes blancs             | 381          | 6,40         |
| Votes nuls               | Votes nuls               | Votes nuls               | Votes nuls               | 193          | 3,24         |
| Total                    | Total                    | Total                    | Total                    | 5 957        | 100          |
| Abstention               | Abstention               | Abstention               | Abstention               | 9 709        | 61,97        |
| Inscrits / participation | Inscrits / participation | Inscrits / participation | Inscrits / participation | 15 666       | 38,03        |

### Canton de Brassac-les-Mines
| Candidats                | Candidats                | Partis                   | Nuance                   | Premier tour | Premier tour | Second tour | Second tour |
| Candidats                | Candidats                | Partis                   | Nuance                   | Voix         | %            | Voix        | %           |
| ------------------------ | ------------------------ | ------------------------ | ------------------------ | ------------ | ------------ | ----------- | ----------- |
|                          | Fabien Besseyre          | DVD                      | UD                       | 2 544        | 38,12        | 3 811       | 57,24       |
|                          | Pascale Brun             | LR                       | UD                       | 2 544        | 38,12        | 3 811       | 57,24       |
|                          | Marie-Laure Massardier   | DVG                      | UG                       | 1 685        | 25,25        | 2 847       | 42,76       |
|                          | Georges Tinet            | PCF                      | UG                       | 1 685        | 25,25        | 2 847       | 42,76       |
|                          | Grazielle Brunetti       | LFI                      | UG                       | 1 504        | 22,54        |             |             |
|                          | Vincent Challet          | G.s                      | UG                       | 1 504        | 22,54        |             |             |
|                          | Yannick Goyon            | RN                       | RN                       | 940          | 14,09        |             |             |
|                          | Anne Taillardat          | RN                       | RN                       | 940          | 14,09        |             |             |
|                          |                          |                          |                          |              |              |             |             |
| Suffrages exprimés       | Suffrages exprimés       | Suffrages exprimés       | Suffrages exprimés       | 6 673        | 94,63        | 6 658       | 93,38       |
| Votes blancs             | Votes blancs             | Votes blancs             | Votes blancs             | 255          | 3,62         | 292         | 4,10        |
| Votes nuls               | Votes nuls               | Votes nuls               | Votes nuls               | 124          | 1,76         | 180         | 2,52        |
| Total                    | Total                    | Total                    | Total                    | 7 052        | 100          | 7 130       | 100         |
| Abstention               | Abstention               | Abstention               | Abstention               | 11 618       | 62,23        | 11 550      | 61,83       |
| Inscrits / participation | Inscrits / participation | Inscrits / participation | Inscrits / participation | 18 670       | 37,77        | 18 680      | 38,17       |

### Canton de Cébazat
| Candidats                | Candidats                | Partis                   | Nuance                   | Premier tour | Premier tour | Second tour | Second tour |
| Candidats                | Candidats                | Partis                   | Nuance                   | Voix         | %            | Voix        | %           |
| ------------------------ | ------------------------ | ------------------------ | ------------------------ | ------------ | ------------ | ----------- | ----------- |
|                          | Colette Béthune          | DVD                      | UCD                      | 2 884        | 59,73        | 3 311       | 69,78       |
|                          | Flavien Neuvy            | UDI                      | UCD                      | 2 884        | 59,73        | 3 311       | 69,78       |
|                          | Gabriel Fenaille         | DVG                      | DVG                      | 1 340        | 27,75        | 1 434       | 30,22       |
|                          | Frédérique Leymonie      | DVG                      | DVG                      | 1 340        | 27,75        | 1 434       | 30,22       |
|                          | Jean-Pierre Chaboissier  | RN                       | RN                       | 604          | 12,51        |             |             |
|                          | Maryvone Ollier          | RN                       | RN                       | 604          | 12,51        |             |             |
|                          |                          |                          |                          |              |              |             |             |
| Suffrages exprimés       | Suffrages exprimés       | Suffrages exprimés       | Suffrages exprimés       | 4 828        | 96,46        | 4 745       | 95,20       |
| Votes blancs             | Votes blancs             | Votes blancs             | Votes blancs             | 92           | 1,84         | 140         | 2,81        |
| Votes nuls               | Votes nuls               | Votes nuls               | Votes nuls               | 85           | 1,70         | 99          | 1,99        |
| Total                    | Total                    | Total                    | Total                    | 5 005        | 100          | 4 984       | 100         |
| Abstention               | Abstention               | Abstention               | Abstention               | 9 010        | 64,29        | 9 031       | 64,44       |
| Inscrits / participation | Inscrits / participation | Inscrits / participation | Inscrits / participation | 14 015       | 35,71        | 14 015      | 35,56       |

### Canton de Chamalières
| Candidats                | Candidats                | Partis                   | Nuance                   | Premier tour | Premier tour | Second tour | Second tour |
| Candidats                | Candidats                | Partis                   | Nuance                   | Voix         | %            | Voix        | %           |
| ------------------------ | ------------------------ | ------------------------ | ------------------------ | ------------ | ------------ | ----------- | ----------- |
|                          | Jean-Pierre Lunot        | LR                       | UCD                      | 2 346        | 41,73        | 3 759       | 68,20       |
|                          | Marie-Anne Marchis       | DVD                      | UCD                      | 2 346        | 41,73        | 3 759       | 68,20       |
|                          | Nathalie Nolot           | DVG                      | UGE                      | 1 315        | 23,39        | 1 753       | 31,80       |
|                          | Rémi Pilon               | DVG                      | UGE                      | 1 315        | 23,39        | 1 753       | 31,80       |
|                          | Claude Pracros           | DVD                      | UCD                      | 1 021        | 18,16        |             |             |
|                          | Marc Scheibling          | DVD                      | UCD                      | 1 021        | 18,16        |             |             |
|                          | Rodolphe Jonvaux         | DVC                      | UC                       | 470          | 8,36         |             |             |
|                          | Nicole Jouffret          | DVC                      | UC                       | 470          | 8,36         |             |             |
|                          | Guillaume Foucqueteau    | RN                       | RN                       | 470          | 8,36         |             |             |
|                          | Nathalie Margotton       | RN                       | RN                       | 470          | 8,36         |             |             |
|                          |                          |                          |                          |              |              |             |             |
| Suffrages exprimés       | Suffrages exprimés       | Suffrages exprimés       | Suffrages exprimés       | 5 622        | 96,42        | 5 512       | 94,14       |
| Votes blancs             | Votes blancs             | Votes blancs             | Votes blancs             | 135          | 2,32         | 239         | 4,08        |
| Votes nuls               | Votes nuls               | Votes nuls               | Votes nuls               | 74           | 1,27         | 104         | 1,78        |
| Total                    | Total                    | Total                    | Total                    | 5 831        | 100          | 5 855       | 100         |
| Abstention               | Abstention               | Abstention               | Abstention               | 9 865        | 62,85        | 9 836       | 62,69       |
| Inscrits / participation | Inscrits / participation | Inscrits / participation | Inscrits / participation | 15 696       | 37,15        | 15 691      | 37,31       |

### Canton de Châtel-Guyon
| Candidats                | Candidats                | Partis                   | Nuance                   | Premier tour | Premier tour | Second tour | Second tour |
| Candidats                | Candidats                | Partis                   | Nuance                   | Voix         | %            | Voix        | %           |
| ------------------------ | ------------------------ | ------------------------ | ------------------------ | ------------ | ------------ | ----------- | ----------- |
|                          | Lionel Chauvin           | LR                       | UD                       | 3 074        | 48,08        | 3 680       | 56,10       |
|                          | Anne-Marie Maltrait      | DVD                      | UD                       | 3 074        | 48,08        | 3 680       | 56,10       |
|                          | Jérôme de Abreu          | PS                       | UG                       | 2 484        | 38,85        | 2 880       | 43,90       |
|                          | Murielle Villedieu       | DVG                      | UG                       | 2 484        | 38,85        | 2 880       | 43,90       |
|                          | Nicole Eybalin           | RN                       | RN                       | 835          | 13,06        |             |             |
|                          | Claude Lafargue-Mesonier | RN                       | RN                       | 835          | 13,06        |             |             |
|                          |                          |                          |                          |              |              |             |             |
| Suffrages exprimés       | Suffrages exprimés       | Suffrages exprimés       | Suffrages exprimés       | 6 393        | 96,41        | 6 560       | 94,84       |
| Votes blancs             | Votes blancs             | Votes blancs             | Votes blancs             | 175          | 2,64         | 217         | 3,14        |
| Votes nuls               | Votes nuls               | Votes nuls               | Votes nuls               | 63           | 0,95         | 140         | 2,02        |
| Total                    | Total                    | Total                    | Total                    | 6 631        | 100          | 6 917       | 100         |
| Abstention               | Abstention               | Abstention               | Abstention               | 11 477       | 63,38        | 11 192      | 61,80       |
| Inscrits / participation | Inscrits / participation | Inscrits / participation | Inscrits / participation | 18 108       | 36,62        | 18 109      | 38,20       |

### Canton de Clermont-Ferrand-1
| Candidats                | Candidats                | Partis                   | Nuance                   | Premier tour | Premier tour | Second tour | Second tour |
| Candidats                | Candidats                | Partis                   | Nuance                   | Voix         | %            | Voix        | %           |
| ------------------------ | ------------------------ | ------------------------ | ------------------------ | ------------ | ------------ | ----------- | ----------- |
|                          | Valérie Bernard          | G.s                      | UG                       | 865          | 38,43        | 1 249       | 54,07       |
|                          | Alexandre Pourchon       | PS                       | UG                       | 865          | 38,43        | 1 249       | 54,07       |
|                          | Louis Coustes            | LR                       | LR                       | 548          | 24,34        | 1 061       | 45,93       |
|                          | Fabienne Montel          | LR                       | LR                       | 548          | 24,34        | 1 061       | 45,93       |
|                          | Stéphan Force            | RN                       | RN                       | 321          | 14,26        |             |             |
|                          | Annick Platteaux         | RN                       | RN                       | 321          | 14,26        |             |             |
|                          | Chrif Bouzid             | LREM                     | DVC                      | 314          | 13,95        |             |             |
|                          | Nathalie Roux-Dominget   | LREM                     | DVC                      | 314          | 13,95        |             |             |
|                          | Salima Alioui            | DVD                      | DVD                      | 145          | 6,44         |             |             |
|                          | Amine-Xavier Chaabane    | DVD                      | DVD                      | 145          | 6,44         |             |             |
|                          | Mélanie Rehlinger        | LP                       | EXD                      | 58           | 2,58         |             |             |
|                          | Steven Seksek            | LP                       | EXD                      | 58           | 2,58         |             |             |
|                          |                          |                          |                          |              |              |             |             |
| Suffrages exprimés       | Suffrages exprimés       | Suffrages exprimés       | Suffrages exprimés       | 2 251        | 95,50        | 2 310       | 93,75       |
| Votes blancs             | Votes blancs             | Votes blancs             | Votes blancs             | 60           | 2,55         | 97          | 3,94        |
| Votes nuls               | Votes nuls               | Votes nuls               | Votes nuls               | 46           | 1,95         | 57          | 2,31        |
| Total                    | Total                    | Total                    | Total                    | 2 357        | 100          | 2 464       | 100         |
| Abstention               | Abstention               | Abstention               | Abstention               | 9 209        | 79,62        | 9 102       | 78,70       |
| Inscrits / participation | Inscrits / participation | Inscrits / participation | Inscrits / participation | 11 566       | 20,38        | 11 566      | 21,30       |

### Canton de Clermont-Ferrand-2
| Candidats                | Candidats                 | Partis                   | Nuance                   | Premier tour | Premier tour | Second tour | Second tour |
| Candidats                | Candidats                 | Partis                   | Nuance                   | Voix         | %            | Voix        | %           |
| ------------------------ | ------------------------- | ------------------------ | ------------------------ | ------------ | ------------ | ----------- | ----------- |
|                          | Gérald Courtadon          | G.s                      | UG                       | 1 118        | 37,66        | 1 684       | 58,72       |
|                          | Manuela Ferreira de Sousa | PS                       | UG                       | 1 118        | 37,66        | 1 684       | 58,72       |
|                          | Jocelyne Bouquet          | LREM                     | REM                      | 719          | 24,22        | 1 184       | 41,28       |
|                          | Pierre Langeron-Saez      | MoDem                    | REM                      | 719          | 24,22        | 1 184       | 41,28       |
|                          | Louis Clément             | RN                       | RN                       | 626          | 21,08        |             |             |
|                          | Nelly Machado             | RN                       | RN                       | 626          | 21,08        |             |             |
|                          | Alain Bidet               | LFI                      | FI                       | 506          | 17,04        |             |             |
|                          | Fatima Chennouf-Trrasse   | LFI                      | FI                       | 506          | 17,04        |             |             |
|                          |                           |                          |                          |              |              |             |             |
| Suffrages exprimés       | Suffrages exprimés        | Suffrages exprimés       | Suffrages exprimés       | 2 969        | 93,10        | 2 868       | 87,68       |
| Votes blancs             | Votes blancs              | Votes blancs             | Votes blancs             | 136          | 4,26         | 263         | 8,04        |
| Votes nuls               | Votes nuls                | Votes nuls               | Votes nuls               | 84           | 2,63         | 140         | 4,28        |
| Total                    | Total                     | Total                    | Total                    | 3 189        | 100          | 3 271       | 100         |
| Abstention               | Abstention                | Abstention               | Abstention               | 8 832        | 73,47        | 8 750       | 72,79       |
| Inscrits / participation | Inscrits / participation  | Inscrits / participation | Inscrits / participation | 12 021       | 26,53        | 12 021      | 27,21       |

### Canton de Clermont-Ferrand-3
| Candidats                | Candidats                | Partis                   | Nuance                   | Premier tour | Premier tour | Second tour | Second tour |
| Candidats                | Candidats                | Partis                   | Nuance                   | Voix         | %            | Voix        | %           |
| ------------------------ | ------------------------ | ------------------------ | ------------------------ | ------------ | ------------ | ----------- | ----------- |
|                          | Sylvie Maisonnet         | PS                       | UG                       | 1 093        | 45,05        | 1 327       | 54,19       |
|                          | Rémi Veyssiere           | PCF                      | UG                       | 1 093        | 45,05        | 1 327       | 54,19       |
|                          | Julien Bony              | LR                       | LR                       | 677          | 27,91        | 1 122       | 45,81       |
|                          | Cécile Laporte           | LR                       | LR                       | 677          | 27,91        | 1 122       | 45,81       |
|                          | Josépha Castaing         | RN                       | RN                       | 390          | 16,08        |             |             |
|                          | Franck Soulfour          | RN                       | RN                       | 390          | 16,08        |             |             |
|                          | Chamseaddine Meftah      | DVG                      | DVG                      | 190          | 7,83         |             |             |
|                          | Paula Ribeiro            | DVG                      | DVG                      | 190          | 7,83         |             |             |
|                          | Patricia Conte           | LP                       | EXD                      | 76           | 3,13         |             |             |
|                          | Kévin Pinel              | LP                       | EXD                      | 76           | 3,13         |             |             |
|                          |                          |                          |                          |              |              |             |             |
| Suffrages exprimés       | Suffrages exprimés       | Suffrages exprimés       | Suffrages exprimés       | 2 426        | 95,51        | 2 449       | 93,72       |
| Votes blancs             | Votes blancs             | Votes blancs             | Votes blancs             | 82           | 3,23         | 114         | 4,36        |
| Votes nuls               | Votes nuls               | Votes nuls               | Votes nuls               | 31           | 1,26         | 50          | 1,91        |
| Total                    | Total                    | Total                    | Total                    | 2 540        | 100          | 2 613       | 100         |
| Abstention               | Abstention               | Abstention               | Abstention               | 7 572        | 74,88        | 7 495       | 74,15       |
| Inscrits / participation | Inscrits / participation | Inscrits / participation | Inscrits / participation | 10 112       | 25,12        | 10 108      | 25,85       |

### Canton de Clermont-Ferrand-4
| Candidats                | Candidats                | Partis                   | Nuance                   | Premier tour | Premier tour | Second tour | Second tour |
| Candidats                | Candidats                | Partis                   | Nuance                   | Voix         | %            | Voix        | %           |
| ------------------------ | ------------------------ | ------------------------ | ------------------------ | ------------ | ------------ | ----------- | ----------- |
|                          | Damien Baldy             | PS                       | UGE                      | 961          | 31,06        | 1 808       | 58,49       |
|                          | Dominique Briat          | PS                       | UGE                      | 961          | 31,06        | 1 808       | 58,49       |
|                          | Géraldine Bastien        | LR                       | LR                       | 603          | 19,49        | 1 283       | 41,51       |
|                          | Florian Chabaneau        | LR                       | LR                       | 603          | 19,49        | 1 283       | 41,51       |
|                          | Olivier Morel            | LREM                     | REM                      | 585          | 18,91        |             |             |
|                          | Élisabeth Nicloux        | LREM                     | REM                      | 585          | 18,91        |             |             |
|                          | Alparslan Coskun         | LFI                      | FI                       | 486          | 15,71        |             |             |
|                          | Louise Douay             | LFI                      | FI                       | 486          | 15,71        |             |             |
|                          | Alexandrine Bourgeois    | RN                       | RN                       | 261          | 8,44         |             |             |
|                          | Cédric Royer             | RN                       | RN                       | 261          | 8,44         |             |             |
|                          | Jules Brunetti           | DVG                      | DVG                      | 116          | 3,75         |             |             |
|                          | Angélique Lehoux         | DVG                      | DVG                      | 116          | 3,75         |             |             |
|                          | Stéphanie Grandseigne    | SE                       | DIV                      | 82           | 2,65         |             |             |
|                          | François Raphanel        | SE                       | DIV                      | 82           | 2,65         |             |             |
|                          |                          |                          |                          |              |              |             |             |
| Suffrages exprimés       | Suffrages exprimés       | Suffrages exprimés       | Suffrages exprimés       | 3 094        | 96,75        | 3 091       | 94,38       |
| Votes blancs             | Votes blancs             | Votes blancs             | Votes blancs             | 79           | 2,47         | 138         | 4,21        |
| Votes nuls               | Votes nuls               | Votes nuls               | Votes nuls               | 25           | 0,78         | 46          | 1,40        |
| Total                    | Total                    | Total                    | Total                    | 3 198        | 100          | 3 275       | 100         |
| Abstention               | Abstention               | Abstention               | Abstention               | 6 816        | 68,06        | 6 740       | 67,30       |
| Inscrits / participation | Inscrits / participation | Inscrits / participation | Inscrits / participation | 10 014       | 31,94        | 10 015      | 32,70       |

### Canton de Clermont-Ferrand-5
| Candidats                | Candidats                 | Partis                   | Nuance                   | Premier tour | Premier tour | Second tour | Second tour |
| Candidats                | Candidats                 | Partis                   | Nuance                   | Voix         | %            | Voix        | %           |
| ------------------------ | ------------------------- | ------------------------ | ------------------------ | ------------ | ------------ | ----------- | ----------- |
|                          | Marion Barraud            | EÉLV                     | ECO                      | 1 553        | 36,94        | 2 195       | 49,97       |
|                          | Benoît Le Gall            | DVG                      | ECO                      | 1 553        | 36,94        | 2 195       | 49,97       |
|                          | Sébastien Galpier         | LR                       | LR                       | 1 242        | 29,54        | 2 198       | 50,03       |
|                          | Sylviane Khemisti Galpier | LR                       | LR                       | 1 242        | 29,54        | 2 198       | 50,03       |
|                          | Stanislas Renié           | MoDem                    | UC                       | 632          | 15,03        |             |             |
|                          | Élise Serin               | MR                       | UC                       | 632          | 15,03        |             |             |
|                          | Ana-Maria Ephestion       | RN                       | RN                       | 488          | 11,61        |             |             |
|                          | Jacques Vautrin           | RN                       | RN                       | 488          | 11,61        |             |             |
|                          | Yannick Cartailler        | DVG                      | DVG                      | 289          | 6,87         |             |             |
|                          | Naïs Sabatier             | DVG                      | DVG                      | 289          | 6,87         |             |             |
|                          |                           |                          |                          |              |              |             |             |
| Suffrages exprimés       | Suffrages exprimés        | Suffrages exprimés       | Suffrages exprimés       | 4 204        | 95,03        | 4 393       | 94,66       |
| Votes blancs             | Votes blancs              | Votes blancs             | Votes blancs             | 151          | 3,41         | 161         | 3,47        |
| Votes nuls               | Votes nuls                | Votes nuls               | Votes nuls               | 69           | 1,56         | 87          | 1,87        |
| Total                    | Total                     | Total                    | Total                    | 4 424        | 100          | 4 641       | 100         |
| Abstention               | Abstention                | Abstention               | Abstention               | 10 170       | 69,69        | 9 953       | 68,20       |
| Inscrits / participation | Inscrits / participation  | Inscrits / participation | Inscrits / participation | 14 594       | 30,31        | 14 594      | 31,80       |

### Canton de Clermont-Ferrand-6
| Candidats                | Candidats                | Partis                   | Nuance                   | Premier tour | Premier tour | Second tour | Second tour |
| Candidats                | Candidats                | Partis                   | Nuance                   | Voix         | %            | Voix        | %           |
| ------------------------ | ------------------------ | ------------------------ | ------------------------ | ------------ | ------------ | ----------- | ----------- |
|                          | Sylvie Léger             | EÉLV                     | UGE                      | 1 517        | 41,83        | 2 175       | 57,16       |
|                          | Patrick Raynaud          | PS                       | UGE                      | 1 517        | 41,83        | 2 175       | 57,16       |
|                          | Christiane Jalicon       | LR                       | UCD                      | 1 217        | 33,55        | 1 630       | 42,84       |
|                          | Marc Lafond              | DVC                      | UCD                      | 1 217        | 33,55        | 1 630       | 42,84       |
|                          | Jean Siry                | LFI                      | UG                       | 492          | 13,56        |             |             |
|                          | Myriam Zeboudj           | LFI                      | UG                       | 492          | 13,56        |             |             |
|                          | Émilie Jerbillet         | RN                       | RN                       | 401          | 11,06        |             |             |
|                          | Antonin Tancogne         | RN                       | RN                       | 401          | 11,06        |             |             |
|                          | Patricia Guilhot         | DVG                      | DVG                      | 0            | 0,00         |             |             |
|                          | Thierry Tailhandier      | DVG                      | DVG                      | 0            | 0,00         |             |             |
|                          |                          |                          |                          |              |              |             |             |
| Suffrages exprimés       | Suffrages exprimés       | Suffrages exprimés       | Suffrages exprimés       | 3 627        | 95,55        | 3 805       | 94,70       |
| Votes blancs             | Votes blancs             | Votes blancs             | Votes blancs             | 112          | 2,95         | 141         | 3,51        |
| Votes nuls               | Votes nuls               | Votes nuls               | Votes nuls               | 57           | 1,50         | 72          | 1,79        |
| Total                    | Total                    | Total                    | Total                    | 3 796        | 100          | 4 018       | 100         |
| Abstention               | Abstention               | Abstention               | Abstention               | 8 976        | 70,28        | 8 758       | 68,55       |
| Inscrits / participation | Inscrits / participation | Inscrits / participation | Inscrits / participation | 12 772       | 29,72        | 12 776      | 31,45       |

### Canton de Cournon-d'Auvergne
| Candidats                | Candidats                | Partis                   | Nuance                   | Premier tour | Premier tour | Second tour | Second tour |
| Candidats                | Candidats                | Partis                   | Nuance                   | Voix         | %            | Voix        | %           |
| ------------------------ | ------------------------ | ------------------------ | ------------------------ | ------------ | ------------ | ----------- | ----------- |
|                          | Corinne Mielvaque        | DVD                      | DVD                      | 2 288        | 36,32        | 3 445       | 51,68       |
|                          | Hervé Prononce           | UDI                      | DVD                      | 2 288        | 36,32        | 3 445       | 51,68       |
|                          | Bertrand Pasciuto        | GRS                      | SOC                      | 2 238        | 35,53        | 3 221       | 48,32       |
|                          | Monique Pouille          | PS                       | SOC                      | 2 238        | 35,53        | 3 221       | 48,32       |
|                          | Mina Perrin              | EELV                     | UGE                      | 1 042        | 16,54        |             |             |
|                          | Didier Vrillaud          | EELV                     | UGE                      | 1 042        | 16,54        |             |             |
|                          | Stéphane Donna           | RN                       | RN                       | 731          | 11,61        |             |             |
|                          | Joëlle Fargeix           | RN                       | RN                       | 731          | 11,61        |             |             |
|                          |                          |                          |                          |              |              |             |             |
| Suffrages exprimés       | Suffrages exprimés       | Suffrages exprimés       | Suffrages exprimés       | 6 299        | 97,57        | 6 666       | 96,29       |
| Votes blancs             | Votes blancs             | Votes blancs             | Votes blancs             | 77           | 1,19         | 158         | 2,28        |
| Votes nuls               | Votes nuls               | Votes nuls               | Votes nuls               | 80           | 1,24         | 99          | 1,43        |
| Total                    | Total                    | Total                    | Total                    | 6 456        | 100          | 6 923       | 100         |
| Abstention               | Abstention               | Abstention               | Abstention               | 10 936       | 62,88        | 10 472      | 60,20       |
| Inscrits / participation | Inscrits / participation | Inscrits / participation | Inscrits / participation | 17 392       | 37,12        | 17 395      | 39,80       |

### Canton de Gerzat
| Candidats                | Candidats                | Partis                   | Nuance                   | Premier tour | Premier tour | Second tour | Second tour |
| Candidats                | Candidats                | Partis                   | Nuance                   | Voix         | %            | Voix        | %           |
| ------------------------ | ------------------------ | ------------------------ | ------------------------ | ------------ | ------------ | ----------- | ----------- |
|                          | Émilie Guédouah-Vallée   | PS                       | UG                       | 1 508        | 45,00        | 2 064       | 63,84       |
|                          | Serge Pichot             | DVG                      | UG                       | 1 508        | 45,00        | 2 064       | 63,84       |
|                          | Rémi de Marchi           | LR                       | UD                       | 741          | 22,11        | 1 169       | 36,16       |
|                          | Stéphanie de Vasconcelos | DVD                      | UD                       | 741          | 22,11        | 1 169       | 36,16       |
|                          | Brigitte Brossard        | RN                       | RN                       | 698          | 20,83        |             |             |
|                          | André Lavallard          | RN                       | RN                       | 698          | 20,83        |             |             |
|                          | Arnaud Émorine           | PCF                      | COM                      | 404          | 12,06        |             |             |
|                          | Amélia Garcia Arias      | PCF                      | COM                      | 404          | 12,06        |             |             |
|                          |                          |                          |                          |              |              |             |             |
| Suffrages exprimés       | Suffrages exprimés       | Suffrages exprimés       | Suffrages exprimés       | 3 351        | 94,08        | 3 233       | 89,96       |
| Votes blancs             | Votes blancs             | Votes blancs             | Votes blancs             | 112          | 3,14         | 221         | 6,15        |
| Votes nuls               | Votes nuls               | Votes nuls               | Votes nuls               | 99           | 2,78         | 140         | 3,90        |
| Total                    | Total                    | Total                    | Total                    | 3 562        | 100          | 3 594       | 100         |
| Abstention               | Abstention               | Abstention               | Abstention               | 8 925        | 71,47        | 8 896       | 71,22       |
| Inscrits / participation | Inscrits / participation | Inscrits / participation | Inscrits / participation | 12 487       | 28,53        | 12 490      | 28,78       |

### Canton d'Issoire
| Candidats                | Candidats                | Partis                   | Nuance                   | Premier tour | Premier tour | Second tour | Second tour |
| Candidats                | Candidats                | Partis                   | Nuance                   | Voix         | %            | Voix        | %           |
| ------------------------ | ------------------------ | ------------------------ | ------------------------ | ------------ | ------------ | ----------- | ----------- |
|                          | Bertrand Barraud         | LR                       | UD                       | 3 543        | 67,95        | 3 954       | 75,31       |
|                          | Isabelle Vallée          | DVD                      | UD                       | 3 543        | 67,95        | 3 954       | 75,31       |
|                          | Yves Grailhe             | DVG                      | UGE                      | 1 140        | 21,86        | 1 296       | 24,69       |
|                          | Hélène Pelletier         | EÉLV                     | UGE                      | 1 140        | 21,86        | 1 296       | 24,69       |
|                          | Georges Bernigaud        | RN                       | RN                       | 531          | 10,18        |             |             |
|                          | Géraldine Ferry          | RN                       | RN                       | 531          | 10,18        |             |             |
|                          |                          |                          |                          |              |              |             |             |
| Suffrages exprimés       | Suffrages exprimés       | Suffrages exprimés       | Suffrages exprimés       | 5 214        | 95,25        | 5 250       | 94,15       |
| Votes blancs             | Votes blancs             | Votes blancs             | Votes blancs             | 163          | 2,98         | 199         | 3,57        |
| Votes nuls               | Votes nuls               | Votes nuls               | Votes nuls               | 97           | 1,77         | 127         | 2,28        |
| Total                    | Total                    | Total                    | Total                    | 5 474        | 100          | 5 576       | 100         |
| Abstention               | Abstention               | Abstention               | Abstention               | 9 781        | 64,12        | 9 683       | 63,46       |
| Inscrits / participation | Inscrits / participation | Inscrits / participation | Inscrits / participation | 15 255       | 36,88        | 15 259      | 36,54       |

### Canton de Lezoux
| Candidats                | Candidats                | Partis                   | Nuance                   | Premier tour | Premier tour | Second tour | Second tour |
| Candidats                | Candidats                | Partis                   | Nuance                   | Voix         | %            | Voix        | %           |
| ------------------------ | ------------------------ | ------------------------ | ------------------------ | ------------ | ------------ | ----------- | ----------- |
|                          | Célia Bernard            | DVD                      | DVD                      | 1 945        | 41,88        | 2 533       | 51,63       |
|                          | Cédric Dauduit           | DVD                      | DVD                      | 1 945        | 41,88        | 2 533       | 51,63       |
|                          | Michel Mazeyrat          | PCF                      | UG                       | 1 837        | 39,56        | 2 373       | 48,37       |
|                          | Julie Montbrizon         | DVG                      | UG                       | 1 837        | 39,56        | 2 373       | 48,37       |
|                          | Sébastien Cauvin         | RN                       | RN                       | 862          | 18,56        |             |             |
|                          | Delphine Couladaize      | RN                       | RN                       | 862          | 18,56        |             |             |
|                          |                          |                          |                          |              |              |             |             |
| Suffrages exprimés       | Suffrages exprimés       | Suffrages exprimés       | Suffrages exprimés       | 4 644        | 94,51        | 4 906       | 93,36       |
| Votes blancs             | Votes blancs             | Votes blancs             | Votes blancs             | 153          | 3,11         | 175         | 3,33        |
| Votes nuls               | Votes nuls               | Votes nuls               | Votes nuls               | 117          | 2,38         | 174         | 3,31        |
| Total                    | Total                    | Total                    | Total                    | 4 914        | 100          | 5 255       | 100         |
| Abstention               | Abstention               | Abstention               | Abstention               | 9 266        | 65,35        | 8 929       | 62,95       |
| Inscrits / participation | Inscrits / participation | Inscrits / participation | Inscrits / participation | 14 180       | 34,65        | 14 184      | 37,05       |

### Canton de Maringues
| Candidats                | Candidats                | Partis                   | Nuance                   | Premier tour | Premier tour | Second tour | Second tour |
| Candidats                | Candidats                | Partis                   | Nuance                   | Voix         | %            | Voix        | %           |
| ------------------------ | ------------------------ | ------------------------ | ------------------------ | ------------ | ------------ | ----------- | ----------- |
|                          | Éric Gold                | TdP                      | DVG                      | 2 716        | 54,21        | 3 262       | 66,83       |
|                          | Alexandra Virlogeux      | DVG                      | DVG                      | 2 716        | 54,21        | 3 262       | 66,83       |
|                          | Julien Brugerolles       | PCF                      | COM                      | 1 334        | 26,63        | 1 619       | 33,17       |
|                          | Lydie Claux              | DVG                      | COM                      | 1 334        | 26,63        | 1 619       | 33,17       |
|                          | Guylène Deruem           | RN                       | RN                       | 960          | 19,16        |             |             |
|                          | Jean Morin               | RN                       | RN                       | 960          | 19,16        |             |             |
|                          |                          |                          |                          |              |              |             |             |
| Suffrages exprimés       | Suffrages exprimés       | Suffrages exprimés       | Suffrages exprimés       | 5 010        | 94,40        | 4 881       | 90,89       |
| Votes blancs             | Votes blancs             | Votes blancs             | Votes blancs             | 179          | 3,37         | 290         | 5,40        |
| Votes nuls               | Votes nuls               | Votes nuls               | Votes nuls               | 118          | 2,22         | 199         | 3,71        |
| Total                    | Total                    | Total                    | Total                    | 5 307        | 100          | 5 370       | 100         |
| Abstention               | Abstention               | Abstention               | Abstention               | 8 140        | 60,53        | 8 078       | 60,07       |
| Inscrits / participation | Inscrits / participation | Inscrits / participation | Inscrits / participation | 13 447       | 39,47        | 13 448      | 39,93       |

### Canton des Martres-de-Veyre
| Candidats                | Candidats                | Partis                   | Nuance                   | Premier tour | Premier tour | Second tour | Second tour |
| Candidats                | Candidats                | Partis                   | Nuance                   | Voix         | %            | Voix        | %           |
| ------------------------ | ------------------------ | ------------------------ | ------------------------ | ------------ | ------------ | ----------- | ----------- |
|                          | Gilles Pétel             | PS                       | UG                       | 2 730        | 47,09        | 3 001       | 55,50       |
|                          | Catherine Pham           | PS                       | UG                       | 2 730        | 47,09        | 3 001       | 55,50       |
|                          | Arthur Defond            | DVG                      | DVG                      | 1 887        | 32,55        | 2 406       | 44,50       |
|                          | Juliette Lanos           | DVG                      | DVG                      | 1 887        | 32,55        | 2 406       | 44,50       |
|                          | Aude Chabanol            | RN                       | RN                       | 1 181        | 20,37        |             |             |
|                          | David Mallet             | RN                       | RN                       | 1 181        | 20,37        |             |             |
|                          |                          |                          |                          |              |              |             |             |
| Suffrages exprimés       | Suffrages exprimés       | Suffrages exprimés       | Suffrages exprimés       | 5 798        | 90,98        | 5 407       | 86,11       |
| Votes blancs             | Votes blancs             | Votes blancs             | Votes blancs             | 429          | 6,73         | 635         | 10,11       |
| Votes nuls               | Votes nuls               | Votes nuls               | Votes nuls               | 146          | 2,29         | 237         | 3,77        |
| Total                    | Total                    | Total                    | Total                    | 6 373        | 100          | 6 279       | 100         |
| Abstention               | Abstention               | Abstention               | Abstention               | 11 345       | 64,03        | 11 425      | 64,53       |
| Inscrits / participation | Inscrits / participation | Inscrits / participation | Inscrits / participation | 17 718       | 35,97        | 17 704      | 35,47       |

### Canton des Monts du Livradois
| Candidats                | Candidats                | Partis                   | Nuance                   | Premier tour | Premier tour | Second tour | Second tour |
| Candidats                | Candidats                | Partis                   | Nuance                   | Voix         | %            | Voix        | %           |
| ------------------------ | ------------------------ | ------------------------ | ------------------------ | ------------ | ------------ | ----------- | ----------- |
|                          | Aude Burias              | DVG                      | UG                       | 2 625        | 46,26        | 3 239       | 56,00       |
|                          | Éric Dubourgnoux         | PCF                      | UG                       | 2 625        | 46,26        | 3 239       | 56,00       |
|                          | Rachel Bournier          | LREM                     | DVG                      | 2 128        | 37,50        | 2 534       | 44,00       |
|                          | Marc Ménager             | DVC                      | DVG                      | 2 128        | 37,50        | 2 534       | 44,00       |
|                          | Cédric Auclair           | RN                       | RN                       | 922          | 16,25        |             |             |
|                          | Marie-Louise Dusuel      | RN                       | RN                       | 922          | 16,25        |             |             |
|                          |                          |                          |                          |              |              |             |             |
| Suffrages exprimés       | Suffrages exprimés       | Suffrages exprimés       | Suffrages exprimés       | 5 675        | 93,60        | 5 784       | 91,58       |
| Votes blancs             | Votes blancs             | Votes blancs             | Votes blancs             | 252          | 4,16         | 336         | 5,32        |
| Votes nuls               | Votes nuls               | Votes nuls               | Votes nuls               | 136          | 2,24         | 196         | 3,10        |
| Total                    | Total                    | Total                    | Total                    | 6 063        | 100          | 6 316       | 100         |
| Abstention               | Abstention               | Abstention               | Abstention               | 8 940        | 59,59        | 8 687       | 57,90       |
| Inscrits / participation | Inscrits / participation | Inscrits / participation | Inscrits / participation | 15 003       | 40,41        | 15 003      | 42,10       |

### Canton d'Orcines
| Candidats                | Candidats                | Partis                   | Nuance                   | Premier tour | Premier tour | Second tour | Second tour |
| Candidats                | Candidats                | Partis                   | Nuance                   | Voix         | %            | Voix        | %           |
| ------------------------ | ------------------------ | ------------------------ | ------------------------ | ------------ | ------------ | ----------- | ----------- |
|                          | Martine Bony             | DVD                      | UD                       | 3 334        | 56,62        | 4 063       | 69,49       |
|                          | Jean-Marc Boyer          | LR                       | UD                       | 3 334        | 56,62        | 4 063       | 69,49       |
|                          | Nicole Lozano            | ND                       | UGE                      | 1 197        | 20,33        | 1 869       | 31,51       |
|                          | Clément Orambot          | EÉLV                     | UGE                      | 1 197        | 20,33        | 1 869       | 31,51       |
|                          | Émilie Geneste           | DVD                      | DVD                      | 797          | 13,54        |             |             |
|                          | Jacques Gimard           | DVD                      | DVD                      | 797          | 13,54        |             |             |
|                          | Didier Brulé             | RN                       | RN                       | 560          | 9,51         |             |             |
|                          | Anne-Marie Mortreux      | RN                       | RN                       | 560          | 9,51         |             |             |
|                          |                          |                          |                          |              |              |             |             |
| Suffrages exprimés       | Suffrages exprimés       | Suffrages exprimés       | Suffrages exprimés       | 5 888        | 95,85        | 5 932       | 94,32       |
| Votes blancs             | Votes blancs             | Votes blancs             | Votes blancs             | 159          | 2,59         | 217         | 3,45        |
| Votes nuls               | Votes nuls               | Votes nuls               | Votes nuls               | 96           | 1,56         | 140         | 2,23        |
| Total                    | Total                    | Total                    | Total                    | 6 143        | 100          | 6 289       | 100         |
| Abstention               | Abstention               | Abstention               | Abstention               | 8 021        | 56,63        | 7 875       | 55,60       |
| Inscrits / participation | Inscrits / participation | Inscrits / participation | Inscrits / participation | 14 164       | 43,37        | 14 164      | 44,40       |

### Canton de Pont-du-Château
| Candidats                | Candidats                | Partis                   | Nuance                   | Premier tour | Premier tour | Second tour | Second tour |
| Candidats                | Candidats                | Partis                   | Nuance                   | Voix         | %            | Voix        | %           |
| ------------------------ | ------------------------ | ------------------------ | ------------------------ | ------------ | ------------ | ----------- | ----------- |
|                          | Joël-Michel Derré        | SE                       | DIV                      | 2 325        | 41,53        | 3 449       | 61,11       |
|                          | Valérie Passarieu        | SE                       | DIV                      | 2 325        | 41,53        | 3 449       | 61,11       |
|                          | Gérard Betenfeld         | PS                       | UG                       | 1 675        | 29,92        | 2 195       | 38,89       |
|                          | Nathalie Cardona         | PS                       | UG                       | 1 675        | 29,92        | 2 195       | 38,89       |
|                          | Nicolas Sanchez          | EÉLV                     | UGE                      | 805          | 14,38        |             |             |
|                          | Isabelle Vergnat         | EÉLV                     | UGE                      | 805          | 14,38        |             |             |
|                          | Brigitte Carletto        | RN                       | RN                       | 794          | 14,18        |             |             |
|                          | Gérald Georgel           | RN                       | RN                       | 794          | 14,18        |             |             |
|                          |                          |                          |                          |              |              |             |             |
| Suffrages exprimés       | Suffrages exprimés       | Suffrages exprimés       | Suffrages exprimés       | 5 599        | 95,63        | 5 644       | 93,15       |
| Votes blancs             | Votes blancs             | Votes blancs             | Votes blancs             | 175          | 2,99         | 270         | 4,46        |
| Votes nuls               | Votes nuls               | Votes nuls               | Votes nuls               | 81           | 1,38         | 145         | 2,39        |
| Total                    | Total                    | Total                    | Total                    | 5 855        | 100          | 6 059       | 100         |
| Abstention               | Abstention               | Abstention               | Abstention               | 11 196       | 65,66        | 10 997      | 64,48       |
| Inscrits / participation | Inscrits / participation | Inscrits / participation | Inscrits / participation | 17 051       | 34,34        | 17 056      | 35,52       |

### Canton de Riom
| Candidats                | Candidats                | Partis                   | Nuance                   | Premier tour | Premier tour | Second tour | Second tour |
| Candidats                | Candidats                | Partis                   | Nuance                   | Voix         | %            | Voix        | %           |
| ------------------------ | ------------------------ | ------------------------ | ------------------------ | ------------ | ------------ | ----------- | ----------- |
|                          | Stéphanie Flori-Dutour   | DVD                      | DVD                      | 2 690        | 47,77        | 3 284       | 56,71       |
|                          | Jean-Philippe Perret     | DVD                      | DVD                      | 2 690        | 47,77        | 3 284       | 56,71       |
|                          | Christian Grangeon       | PS                       | UG                       | 2 200        | 39,07        | 2 507       | 43,29       |
|                          | Audrey Laurent           | PCF                      | UG                       | 2 200        | 39,07        | 2 507       | 43,29       |
|                          | Carmen Santos            | RN                       | RN                       | 741          | 13,16        |             |             |
|                          | Gérard Thevant           | RN                       | RN                       | 741          | 13,16        |             |             |
|                          |                          |                          |                          |              |              |             |             |
| Suffrages exprimés       | Suffrages exprimés       | Suffrages exprimés       | Suffrages exprimés       | 5 631        | 95,54        | 5 791       | 94,75       |
| Votes blancs             | Votes blancs             | Votes blancs             | Votes blancs             | 173          | 2,94         | 202         | 3,30        |
| Votes nuls               | Votes nuls               | Votes nuls               | Votes nuls               | 90           | 1,53         | 119         | 1,95        |
| Total                    | Total                    | Total                    | Total                    | 5 894        | 100          | 6 112       | 100         |
| Abstention               | Abstention               | Abstention               | Abstention               | 10 129       | 63,22        | 9 911       | 61,85       |
| Inscrits / participation | Inscrits / participation | Inscrits / participation | Inscrits / participation | 16 023       | 36,72        | 16 023      | 38,15       |

### Canton de Saint-Éloy-les-Mines
| Candidats                | Candidats                | Partis                   | Nuance                   | Premier tour | Premier tour | Second tour | Second tour |
| Candidats                | Candidats                | Partis                   | Nuance                   | Voix         | %            | Voix        | %           |
| ------------------------ | ------------------------ | ------------------------ | ------------------------ | ------------ | ------------ | ----------- | ----------- |
|                          | Jérôme Gaumet            | LR                       | UCD                      | 2 606        | 46,68        | 3 492       | 55,17       |
|                          | Joselyne Lelong          | DVC                      | UCD                      | 2 606        | 46,68        | 3 492       | 55,17       |
|                          | Laurent Dumas            | PS                       | SOC                      | 2 382        | 42,67        | 2 837       | 44,83       |
|                          | Margaux Piquelle         | DVG                      | SOC                      | 2 382        | 42,67        | 2 837       | 44,83       |
|                          | Michèle Blanquart        | RN                       | RN                       | 595          | 10,66        |             |             |
|                          | François Timmins         | RN                       | RN                       | 595          | 10,66        |             |             |
|                          |                          |                          |                          |              |              |             |             |
| Suffrages exprimés       | Suffrages exprimés       | Suffrages exprimés       | Suffrages exprimés       | 5 583        | 96,28        | 6 329       | 96,08       |
| Votes blancs             | Votes blancs             | Votes blancs             | Votes blancs             | 120          | 2,07         | 153         | 2,32        |
| Votes nuls               | Votes nuls               | Votes nuls               | Votes nuls               | 96           | 1,66         | 105         | 1,59        |
| Total                    | Total                    | Total                    | Total                    | 5 799        | 100          | 6 587       | 100         |
| Abstention               | Abstention               | Abstention               | Abstention               | 7 162        | 55,26        | 6 376       | 49,19       |
| Inscrits / participation | Inscrits / participation | Inscrits / participation | Inscrits / participation | 12 961       | 44,74        | 12 963      | 50,81       |

### Canton de Saint-Georges-de-Mons
| Candidats                | Candidats                | Partis                   | Nuance                   | Premier tour | Premier tour | Second tour | Second tour |
| Candidats                | Candidats                | Partis                   | Nuance                   | Voix         | %            | Voix        | %           |
| ------------------------ | ------------------------ | ------------------------ | ------------------------ | ------------ | ------------ | ----------- | ----------- |
|                          | Grégory Bonnet           | PCF                      | DVG                      | 2 570        | 48,06        | 3 171       | 56,00       |
|                          | Clémentine Raineau       | PCF                      | DVG                      | 2 570        | 48,06        | 3 171       | 56,00       |
|                          | Corinne Parant           | DVD                      | DVD                      | 1 918        | 35,86        | 2 492       | 44,00       |
|                          | Julien Perrin            | DVD                      | DVD                      | 1 918        | 35,86        | 2 492       | 44,00       |
|                          | Claude Bonnefoy          | RN                       | RN                       | 860          | 16,08        |             |             |
|                          | Martine Meunier          | RN                       | RN                       | 860          | 16,08        |             |             |
|                          |                          |                          |                          |              |              |             |             |
| Suffrages exprimés       | Suffrages exprimés       | Suffrages exprimés       | Suffrages exprimés       | 5 348        | 93,43        | 5 663       | 92,50       |
| Votes blancs             | Votes blancs             | Votes blancs             | Votes blancs             | 228          | 3,98         | 272         | 4,44        |
| Votes nuls               | Votes nuls               | Votes nuls               | Votes nuls               | 148          | 2,59         | 187         | 3,05        |
| Total                    | Total                    | Total                    | Total                    | 5 724        | 100          | 6 122       | 100         |
| Abstention               | Abstention               | Abstention               | Abstention               | 9 124        | 61,45        | 8 731       | 58,78       |
| Inscrits / participation | Inscrits / participation | Inscrits / participation | Inscrits / participation | 14 848       | 38,55        | 14 853      | 41,22       |

### Canton de Saint-Ours
| Candidats                | Candidats                | Partis                   | Nuance                   | Premier tour | Premier tour | Second tour | Second tour |
| Candidats                | Candidats                | Partis                   | Nuance                   | Voix         | %            | Voix        | %           |
| ------------------------ | ------------------------ | ------------------------ | ------------------------ | ------------ | ------------ | ----------- | ----------- |
|                          | Audrey Manuby            | DVD                      | DVD                      | 2 968        | 51,89        | 4 037       | 66,76       |
|                          | Cédric Rougheol          | DVD                      | DVD                      | 2 968        | 51,89        | 4 037       | 66,76       |
|                          | Alain Caze               | PS                       | SOC                      | 1 515        | 26,49        | 2 010       | 33,24       |
|                          | Magali Lyaudet-Andrieu   | DVG                      | SOC                      | 1 515        | 26,49        | 2 010       | 33,24       |
|                          | Émilie Heugas            | DVD                      | DVD                      | 710          | 12,41        |             |             |
|                          | Vladimir Longchambon     | DVD                      | DVD                      | 710          | 12,41        |             |             |
|                          | Jean-François Chatard    | RN                       | RN                       | 527          | 9,21         |             |             |
|                          | Isabelle Madelrieux      | RN                       | RN                       | 527          | 9,21         |             |             |
|                          |                          |                          |                          |              |              |             |             |
| Suffrages exprimés       | Suffrages exprimés       | Suffrages exprimés       | Suffrages exprimés       | 5 720        | 95,35        | 6 047       | 93,87       |
| Votes blancs             | Votes blancs             | Votes blancs             | Votes blancs             | 166          | 2,77         | 202         | 3,14        |
| Votes nuls               | Votes nuls               | Votes nuls               | Votes nuls               | 113          | 1,88         | 193         | 3,00        |
| Total                    | Total                    | Total                    | Total                    | 5 999        | 100          | 6 442       | 100         |
| Abstention               | Abstention               | Abstention               | Abstention               | 8 448        | 58,48        | 8 003       | 55,40       |
| Inscrits / participation | Inscrits / participation | Inscrits / participation | Inscrits / participation | 14 447       | 41,52        | 14 445      | 44,60       |

### Canton du Sancy
| Candidats                | Candidats                | Partis                   | Nuance                   | Premier tour | Premier tour | Second tour | Second tour |
| Candidats                | Candidats                | Partis                   | Nuance                   | Voix         | %            | Voix        | %           |
| ------------------------ | ------------------------ | ------------------------ | ------------------------ | ------------ | ------------ | ----------- | ----------- |
|                          | Elisabeth Crozet         | PS                       | UG                       | 3 371        | 49,52        | 3 944       | 54,60       |
|                          | Lionel Gay               | DVG                      | UG                       | 3 371        | 49,52        | 3 944       | 54,60       |
|                          | Frédérique Échavidre     | DVD                      | UD                       | 2 122        | 31,17        | 3 280       | 45,40       |
|                          | Claude Sarliève          | DVD                      | UD                       | 2 122        | 31,17        | 3 280       | 45,40       |
|                          | Françoise Batisson       | RN                       | RN                       | 696          | 10,22        |             |             |
|                          | Vivien Doux              | RN                       | RN                       | 696          | 10,22        |             |             |
|                          | Olivier Fourot           | DVC                      | UC                       | 619          | 9,09         |             |             |
|                          | Nathalie Jimenez         | DVC                      | UC                       | 619          | 9,09         |             |             |
|                          |                          |                          |                          |              |              |             |             |
| Suffrages exprimés       | Suffrages exprimés       | Suffrages exprimés       | Suffrages exprimés       | 6 809        | 94,98        | 7 224       | 94,36       |
| Votes blancs             | Votes blancs             | Votes blancs             | Votes blancs             | 210          | 2,93         | 228         | 2,98        |
| Votes nuls               | Votes nuls               | Votes nuls               | Votes nuls               | 140          | 2,09         | 204         | 2,66        |
| Total                    | Total                    | Total                    | Total                    | 7 168        | 100          | 7 656       | 100         |
| Abstention               | Abstention               | Abstention               | Abstention               | 9 605        | 57,26        | 9 116       | 54,35       |
| Inscrits / participation | Inscrits / participation | Inscrits / participation | Inscrits / participation | 16 773       | 42,74        | 16 772      | 45,65       |

### Canton de Thiers
| Candidats                | Candidats                | Partis                   | Nuance                   | Premier tour | Premier tour | Second tour | Second tour |
| Candidats                | Candidats                | Partis                   | Nuance                   | Voix         | %            | Voix        | %           |
| ------------------------ | ------------------------ | ------------------------ | ------------------------ | ------------ | ------------ | ----------- | ----------- |
|                          | Hélène Boudon            | DVG                      | DVG                      | 2 757        | 51,55        | 3 597       | 66,34       |
|                          | Olivier Chambon          | DVG                      | DVG                      | 2 757        | 51,55        | 3 597       | 66,34       |
|                          | Rémy Crouzoulon          | DVG                      | UGE                      | 1 341        | 25,07        | 1 825       | 33,66       |
|                          | Stéphanie Souche         | PS                       | UGE                      | 1 341        | 25,07        | 1 825       | 33,66       |
|                          | Anne Biscos              | RN                       | RN                       | 939          | 17,56        |             |             |
|                          | Patric Lacelle           | RN                       | RN                       | 939          | 17,56        |             |             |
|                          | Marcellin Géry           | SP                       | DIV                      | 311          | 5,82         |             |             |
|                          | Magdalena Moreno         | SP                       | DIV                      | 311          | 5,82         |             |             |
|                          |                          |                          |                          |              |              |             |             |
| Suffrages exprimés       | Suffrages exprimés       | Suffrages exprimés       | Suffrages exprimés       | 5 348        | 92,85        | 5 422       | 89,27       |
| Votes blancs             | Votes blancs             | Votes blancs             | Votes blancs             | 219          | 3,80         | 353         | 5,81        |
| Votes nuls               | Votes nuls               | Votes nuls               | Votes nuls               | 193          | 3,35         | 299         | 4,92        |
| Total                    | Total                    | Total                    | Total                    | 5 760        | 100          | 6 074       | 100         |
| Abstention               | Abstention               | Abstention               | Abstention               | 10 511       | 64,60        | 10 195      | 62,67       |
| Inscrits / participation | Inscrits / participation | Inscrits / participation | Inscrits / participation | 16 271       | 35,40        | 16 269      | 37,33       |

### Canton de Vic-le-Comte
| Candidats                | Candidats                | Partis                   | Nuance                   | Premier tour | Premier tour |
| Candidats                | Candidats                | Partis                   | Nuance                   | Voix         | %            |
| ------------------------ | ------------------------ | ------------------------ | ------------------------ | ------------ | ------------ |
|                          | Antoine Desforges        | PS                       | SOC                      | 4 194        | 78,30        |
|                          | Jeanne Espinasse         | PS                       | SOC                      | 4 194        | 78,30        |
|                          | Marcel Bougé             | RN                       | RN                       | 1 162        | 21,70        |
|                          | Amandine Chabosy         | RN                       | RN                       | 1 162        | 21,70        |
|                          |                          |                          |                          |              |              |
| Suffrages exprimés       | Suffrages exprimés       | Suffrages exprimés       | Suffrages exprimés       | 5 356        | 89,72        |
| Votes blancs             | Votes blancs             | Votes blancs             | Votes blancs             | 434          | 7,27         |
| Votes nuls               | Votes nuls               | Votes nuls               | Votes nuls               | 180          | 3,02         |
| Total                    | Total                    | Total                    | Total                    | 5 970        | 100          |
| Abstention               | Abstention               | Abstention               | Abstention               | 10 239       | 63,17        |
| Inscrits / participation | Inscrits / participation | Inscrits / participation | Inscrits / participation | 16 209       | 36,83        |